# Guam ved vinter-OL 1988
Guam deltog under vinter-OL 1988 i Calgary som blev arrangeret i perioden 13. februar til 28. februar 1988. 

## Medaljer
| 1988 Calgary | Guld | Sølv | Bronze | Total |
| Guam         | 0    | 0    | 0      | 0     |